# Liste der Biografien/Bals
Liste der Biografien |
Portal Biografien |
Personensuche
# |
A |
B |
C |
D |
E |
F |
G |
H |
I |
J |
K |
L |
M |
N |
O |
P |
Q |
R |
S |
T |
U |
V |
W |
X |
Y |
Z |
?
 
Ba |
Be |
Bd |
Bg |
Bh |
Bi |
Bj |
Bl |
Bm |
Bn |
Bo |
Br |
Bs |
Bu |
Bw |
By |
Bz
 
Baa |
Bab |
Bac |
Bad |
Bae |
Baf |
Bag |
Bah |
Bai |
Baj |
Bak |
Bal |
Bam |
Ban |
Bao |
Bap |
Baq |
Bar |
Bas |
Bat |
Bau |
Bav |
Baw |
Bax–Baz
 
Bala |
Balb |
Balc |
Bald |
Bale |
Balf |
Balg |
Balh |
Bali |
Balj |
Balk |
Ball |
Balm |
Baln |
Balo |
Balp |
Balq |
Bals |
Balt |
Balu |
Balv |
Balw |
Baly |
Balz
Die Liste der Biografien führt alle Personen auf, die in der deutschsprachigen Wikipedia einen Artikel haben. Dieses ist eine Teilliste mit 73 Einträgen von Personen, deren Namen mit den Buchstaben „Bals“ beginnt.

## Bals
- Bals, Christoph (* 1960), deutscher politischer Geschäftsführer der Umweltorganisation Germanwatch
- Bals, Gert (1936–2016), niederländischer Fußballtorhüter
- Bals, Gregor (1936–2012), deutscher Regisseur, Schauspieler, Übersetzer und Drehbuchautor
- Bals, Hans (1917–2004), deutscher Politiker (SPD) und MdB
- Bals, Heinrich (1868–1952), deutscher Lehrer und Schriftsteller
- Bals, Herbert (* 1949), deutscher Fußballspieler
- Bals, Nadine (* 1976), deutsche Soziologin, Kriminologin und Hochschullehrerin
- Balș, Teodor (1805–1857), Bojar, Kaymacam, Regent Fürstentum Moldau
- Bals, Thomas (* 1957), deutscher Berufs- und Wirtschaftspädagoge sowie Diplom-Psychologe

### Balsa
- Balša I. († 1362), serbischer Adliger; Herrscher der Zeta
- Balša II. († 1385), Zeta-Fürst aus dem Adelsgeschlecht der Balšić
- Balša III. (1386–1421), serbischer Fürst in Montenegro
- Balsa, Jean-Louis (* 1957), französischer Geistlicher und römisch-katholischer Erzbischof von Albi
- Balsa, Marcel (1909–1984), französischer Autorennfahrer
- Balsam, Alan (1950–1992), US-amerikanischer Filmeditor
- Balsam, Artur (1906–1994), US-amerikanischer Pianist und Musikpädagoge
- Balsam, Magda (* 1996), polnische Handballspielerin
- Balsam, Martin (1919–1996), US-amerikanischer SchauspielerMartin Balsam (1919–1996)

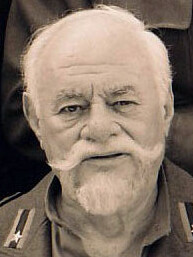
Martin Balsam (1919–1996)

- Balsam, Paul Heinrich (1827–1881), deutscher Gymnasiallehrer und Mathematikhistoriker
- Balsam, Rudi (1935–2025), deutscher Fußballspieler
- Balsam, Talia (* 1959), US-amerikanische Schauspielerin
- Balsamo Crivelli, Giuseppe (1800–1874), italienischer Botaniker, Zoologe, Paläontologe und Geologe
- Balsamo, Domenico Benedetto (1759–1844), italienischer Ordensgeistlicher, römisch-katholischer Erzbischof von Monreale
- Balsamo, Elisa (* 1998), italienische Radsportlerin
- Balsamo, Ignazio (1912–1994), italienischer Schauspieler
- Balsamo, Salvatore (1894–1922), italienischer Maler
- Balsamo, Umberto (* 1942), italienischer Liedermacher
- Balsan, Étienne (1878–1953), französischer Unternehmenserbe, Pferdezüchter und Pferdesportler; Förderer von Coco ChanelÉtienne Balsan (1878–1953)

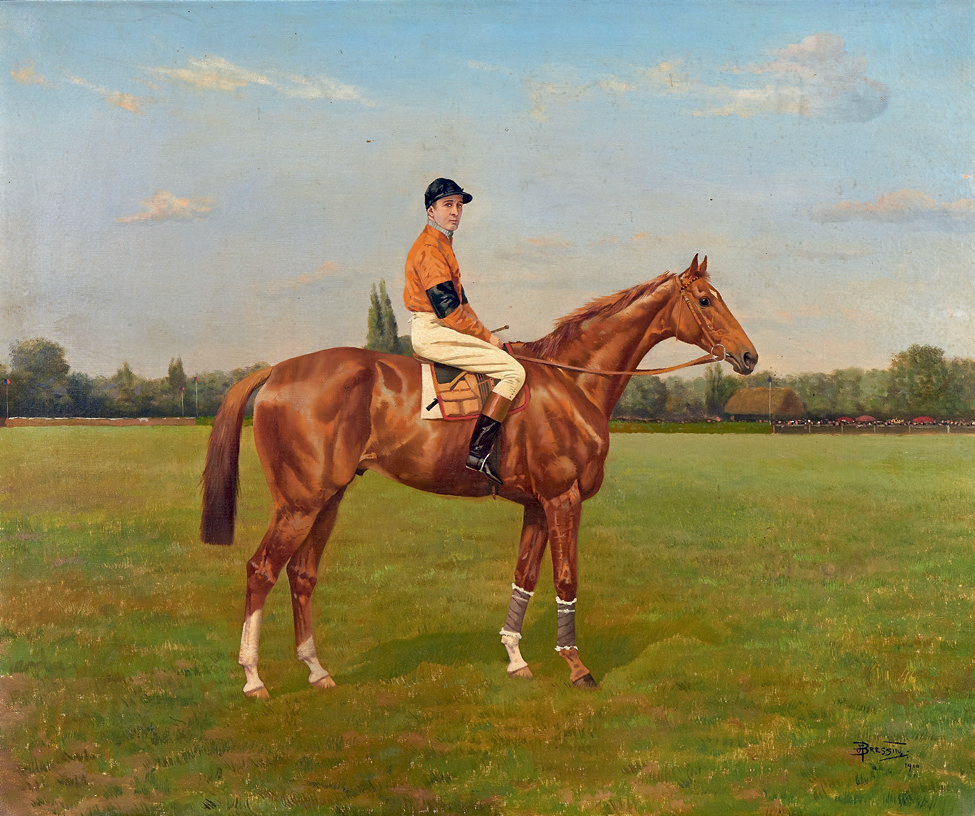
Étienne Balsan (1878–1953)

- Balsan, Humbert (1954–2005), französischer Filmproduzent
- Balsan, Jacques (1868–1956), französischer Aeronautiker und Flieger
- Balšánek, Antonín (1865–1921), tschechischer Architekt und Hochschullehrer
- Balsas, Lucila (* 2000), argentinische Beachhandballspielerin
- Balsas, Sebastián (* 1986), uruguayischer Fußballspieler

### Balsc
- Balscheit, Bruno (1910–1993), Schweizer evangelischer Geistlicher und Hochschullehrer
- Balschun, Anja (* 1966), deutsche Krimi-Schriftstellerin

### Balsd
- Balsdon, John Percy Vyvian Dacre (1901–1977), britischer Althistoriker

### Balse
- Balseiro Lopes, Margarida (* 1989), portugiesische Politikerin und Jugendministerin
- Balsekar, Ramesh (1917–2009), indischer Mystiker, Schüler des Advaita-Lehrers Sri Nisargadatta Maharaj
- Balsemão, Francisco Pinto (* 1937), portugiesischer Geschäftsmann und Politiker, MdEP
- Balser, Christian (* 1975), deutscher Radiomoderator, Redakteur und Sprecher
- Balser, Ernst (1893–1964), deutscher Architekt
- Balser, Evelyn (* 1941), deutsche Schauspielerin und Hörspielsprecherin
- Balser, Ewald (1898–1978), deutscher SchauspielerEwald Balser (1898–1978)

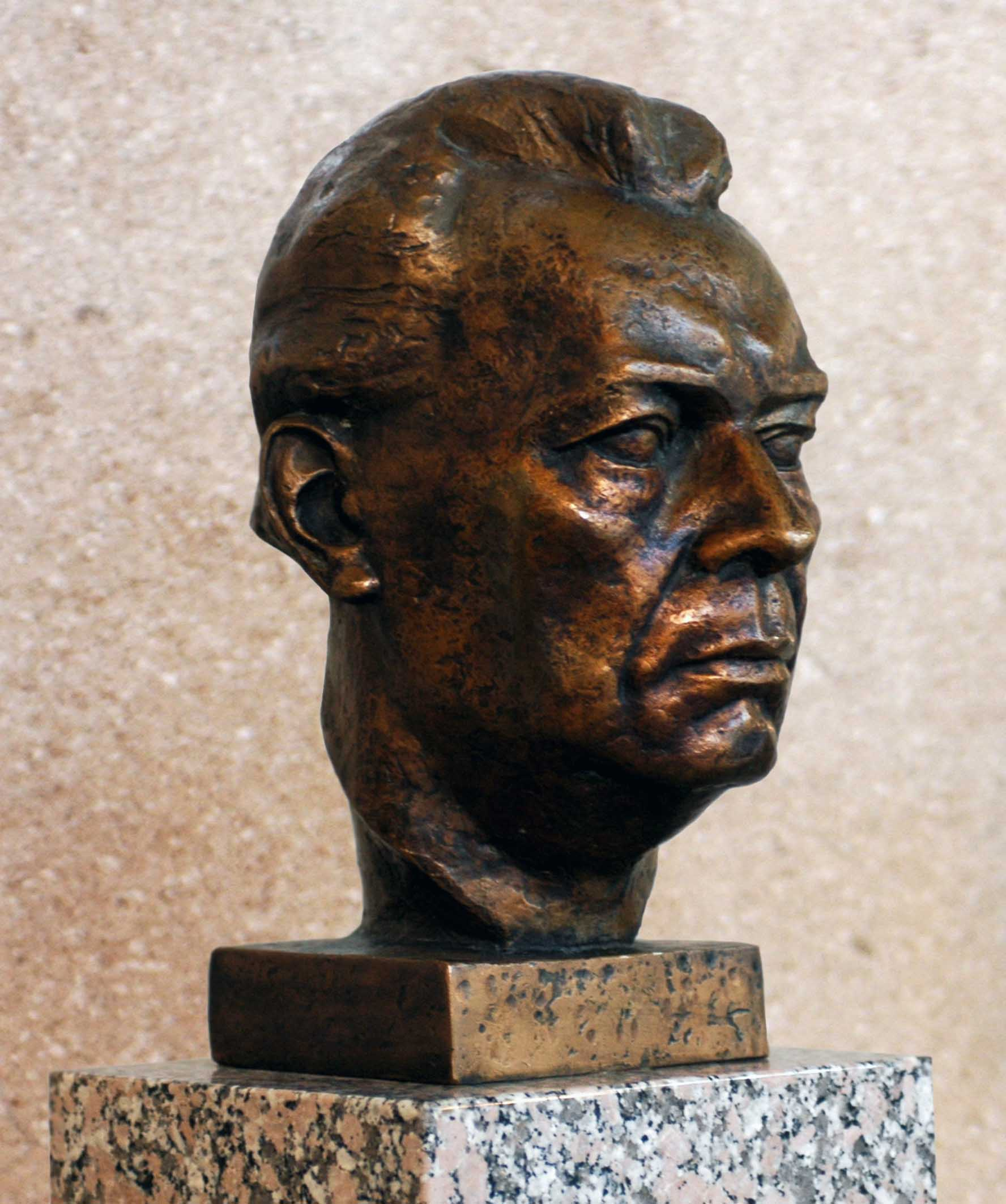
Ewald Balser (1898–1978)

- Balser, Frolinde (1924–2012), deutsche Politikerin (SPD), MdB
- Balser, Georg (1780–1846), deutscher Mediziner
- Balser, Günther (1923–2014), deutscher Architekt
- Balser, Johann Christoph (1710–1750), deutscher Rechtswissenschaftler
- Balser, Johannes (1922–1985), deutscher Diplomat
- Balser, Karl August (1887–1956), deutscher Generalkonsul und Kulturforscher
- Balser, Karoline (1873–1928), deutsche Politikerin und hessische Landtagsabgeordnete
- Balser, Ludwig (1865–1955), deutscher Lehrer und Autor
- Balser-Eberle, Vera (1897–1982), österreichische Schauspielerin

### Balsg
- Balsgaard, Carl (1812–1893), dänischer Porzellan-, Veduten-, Genre-, Porträt- und Stilllebenmaler

### Balsh
- Balshai, Tal (* 1969), israelischer Pianist, Komponist und Arrangeur in den Bereichen Jazz und Klassik
- Balshaw, Maria (* 1970), britische Museumsdirektorin

### Balsi
- Balšić, Maria († 1514), albanische Adlige
- Balsienė, Aldona (* 1952), litauische Gewerkschafterin, Politikerin, Mitglied des Seimas
- Balsiger, Eduard (1845–1924), Schweizer Lehrer
- Balsiger, Peter (* 1941), Schweizer Journalist, Chefredakteur und Autor
- Balsiger, Philipp (* 1956), Schweizer Philosoph
- Balsimelli, Francesco (1894–1974), san-marinesischer Politiker, Historiker und Schriftsteller

### Balsk
- Balski, Adam (* 1990), polnischer Boxer im Cruisergewicht

### Balso
- Balso, Judith, französische Philosophin und Hochschullehrerin
- Balsom, Alison (* 1978), englische TrompeterinAlison Balsom (* 1978)

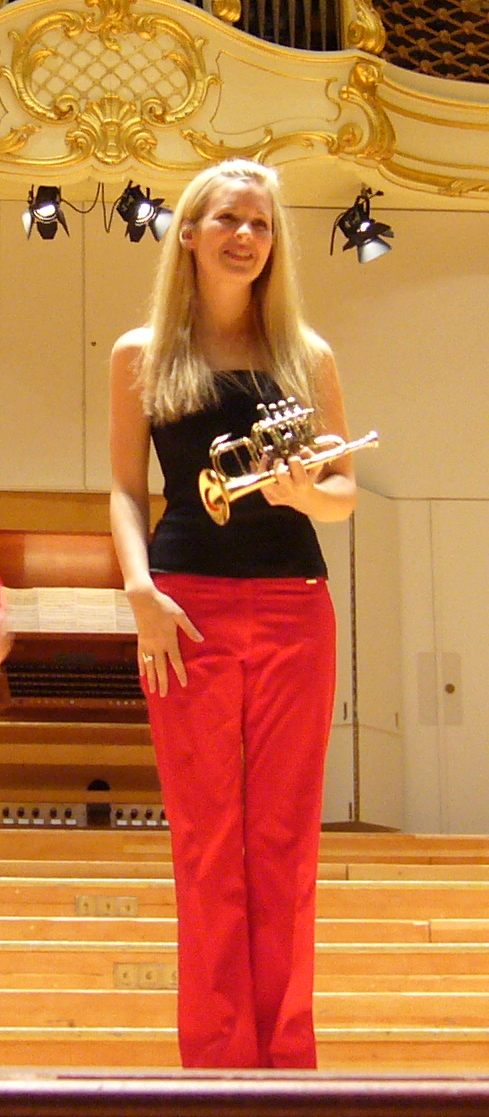
Alison Balsom (* 1978)

- Balsom, Cliff (* 1946), englischer Fußballspieler
- Balson, Allison (* 1969), US-amerikanische Schauspielerin und Sängerin

### Balss
- Balss, Heinrich (1886–1957), deutscher Crustaceologe

### Balst
- Balstad, Jan (* 1937), norwegischer Politiker
- Balster, Corbin (* 1997), deutscher Volleyballspieler
- Balster, Dirk (* 1966), deutscher Ruderer
- Balster, Jutta (* 1952), deutsche Volleyballspielerin

### Balsy
- Balsys, Česlovas, litauischer Manager und Politiker
- Balsys, Linas (* 1961), litauischer Journalist und Politiker